# 18949 Тюманенґ
18949 Тюманенґ (18949 Tumaneng) — астероїд головного поясу, відкритий 25 серпня 2000 року.
Тіссеранів параметр щодо Юпітера — 3,580.